# やる気スイッチグループ
株式会社やる気スイッチグループ（やるきスイッチグループ）は、学習塾「スクールIE」などを運営している企業である。

## 概要
個別指導学習塾をはじめ、幼児教室、子ども向け英会話スクール、英語で預かる学童保育、バイリンガル幼児園、キッズスポーツ教室を全国・及び台湾をはじめとした海外で運営する総合教育グループである。2020年2月末時点で国内外の教室数はおよそ1,800教室。
社名の由来は、創業者の松田正男の口癖であった「子どものやる気スイッチを入れる」という言葉である。
個人塾としての創業は1973年、その後個別指導学習塾へ転換し、1989年に法人化。2020年2月期のグループ売上高は387億円と業界トップレベルに成長した。

## 展開形態
個別指導学習塾（補習塾）の「スクールIE」を始め、幼児教室の「チャイルド・アイズ」、スポーツ教室の「忍者ナイン」、英会話スクールの「WinBe」、英語で預かる学童保育の「Kids Duo」、バイリンガル幼児園の「Kids Duo International」「i Kids Star」の7つのスクールブランドを運営する（2020年現在）。
2020年には新しく「プログラミング教育 HALLO powered by Playgram x やる気スイッチ™」「思考力ラボ」「英語みらいラボ 能見台」の学習サービスを立ち上げた。

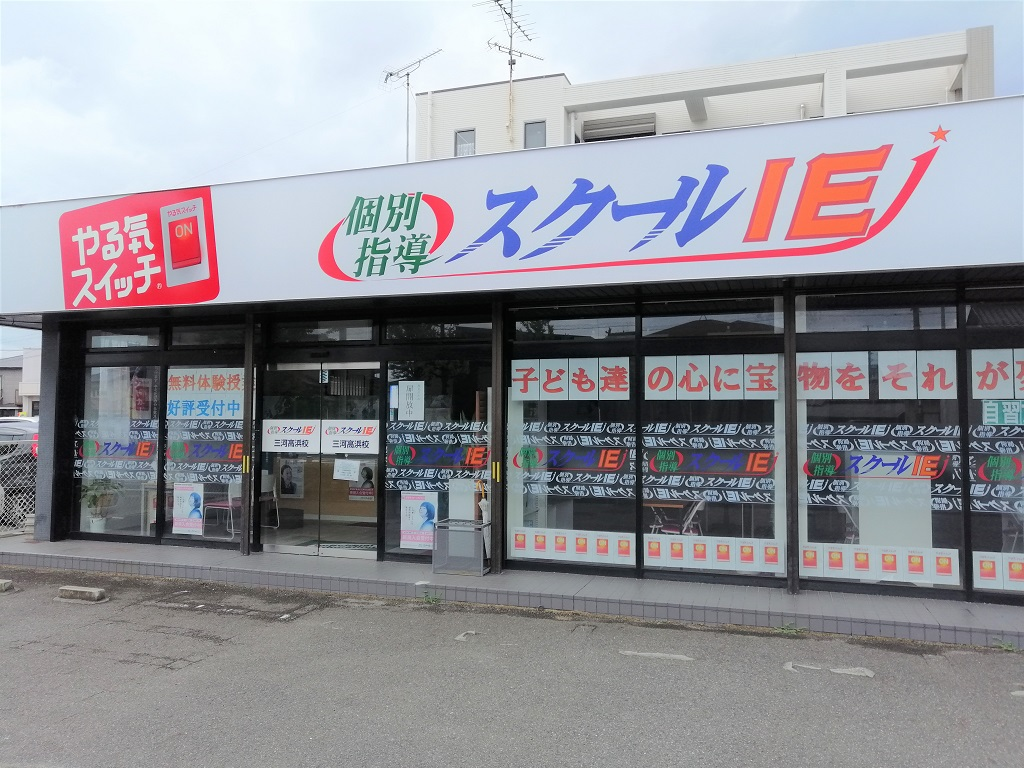
スクールIEの教室

## 沿革
出典：やる気スイッチグループ公式サイト「沿革」
- 1989年（平成元年）11月 - 創業者の松田正男が千葉県君津市東坂田二丁目9番5号に、株式会社拓人を設立。完全個別指導塾「スクールIE」を開設[3]。
- 1997年（平成9年）1月 - FC本部を開設。フランチャイズ教室の展開を開始。
- 1997年（平成9年）3月 - 千葉市美浜区中瀬二丁目のワールドビジネスガーデンマリブイースト16階に本社移転。
- 2000年（平成12年）6月 - ネイティブ英会話スクール「WinBe」を開設、「スクールIE」と組み合わせた複合スクール「IEスクエア」を設置。
- 2001年（平成13年）3月 - 幼児教育「チャイルド・アイズ」を開設、「IEスクエア」に「チャイルド・アイズ」を追加。
- 2006年（平成18年）5月 - 本社を東京都中央区八丁堀二丁目の日米ビル9階に移転。

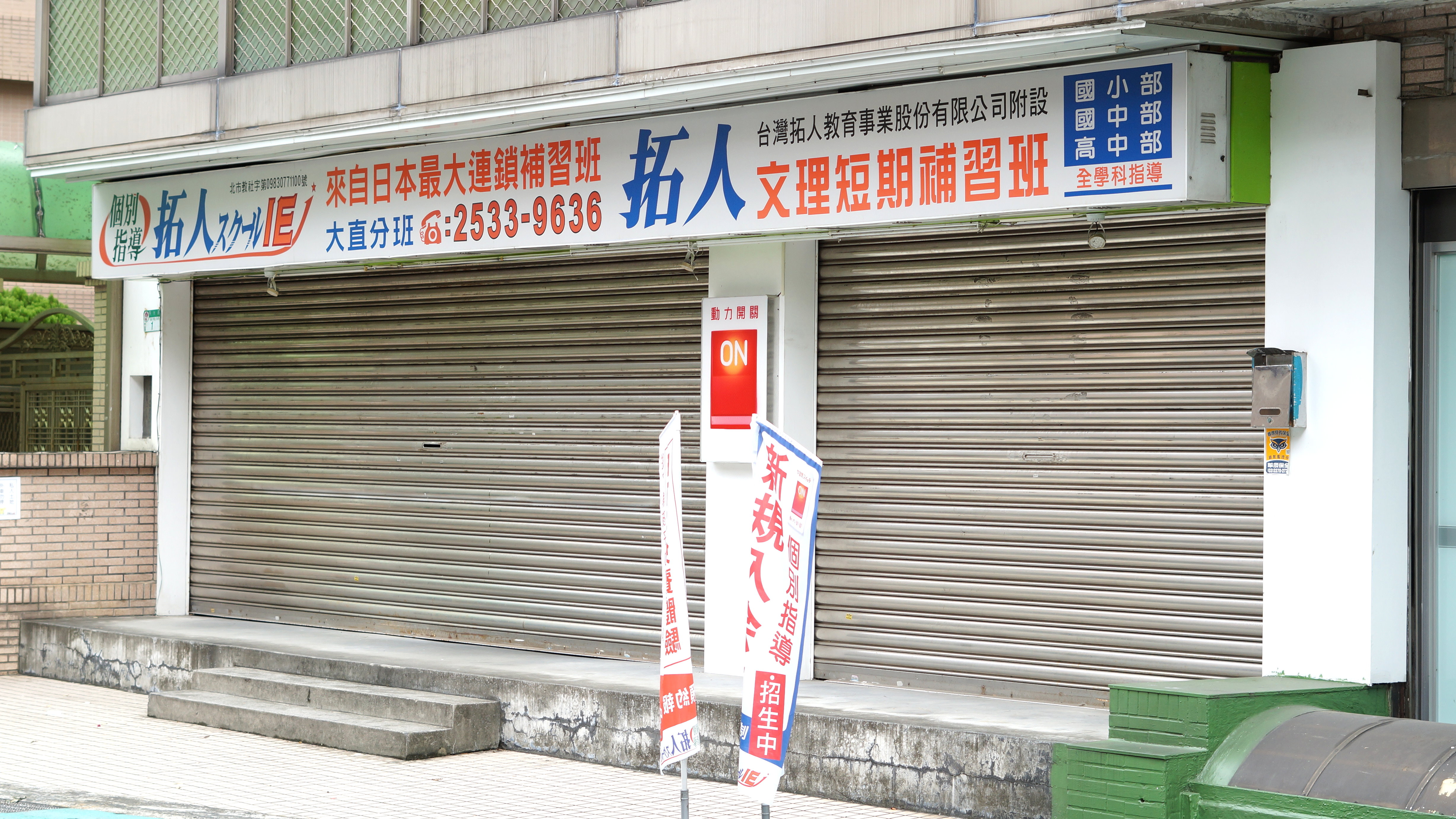
台灣拓人 大直校

- 2008年（平成20年）5月28日 - 台湾現地企業と共同で、台灣拓人教育事業股份有限公司（英: Taiwan Tact Education Co., Ltd.）を設立。
- 2008年（平成20年）6月 -「拓人スクールIE」開校。
- 2008年（平成20年）9月 - 英語で預かる学童保育・幼児保育「Kids Duo」を開設。
- 2009年（平成21年）6月 - 株式会社アルティコを子会社化。
- 2010年（平成22年）11月 - 社内シンクタンク「自分力開発研究所」を設立。
- 2011年（平成23年）9月 - 持ち株会社として、株式会社拓人ホールディングスを設立。
- 2012年（平成24年）9月 - スポーツ事業部を開設。幼児向け運動プログラム「やる気ゆめスポ」を開発。
- 2013年（平成25年）2月 - 国内・海外の合計教室数が1000校に到達。
- 2013年（平成25年）4月 - バイリンガル幼児園「Kids Duo International」を開園。
- 2013年（平成25年）9月 - 個別指導部門を2代目拓人、語学・幼児部門を拓人こども未来として、それぞれ分社化。
- 2014年（平成26年）3月 - 旧社名の拓人ホールディングスから、株式会社やる気スイッチグループホールディングスに変更。
- 2015年（平成27年）8月 - 一般社団法人ジャパンフォニックス協会と、一般社団法人日本こどもスペリングビー協会を設立。
- 2016年（平成28年）1月 - やる気ゆめスポが「忍者ナイン」にリブランド。
- 2017年（平成29年）5月31日 - 日系PEファンドのアドバンテッジパートナーズが、やる気スイッチGHDの全株式を買収[4]。
- 2018年（平成30年）2月 - 社内シンクタンクの自分力開発研究所を、やる気の科学研究所に改称。
- 2018年（平成30年）2月27日 - 大手百貨店のJ.フロント リテイリングが、Kids Duo Internationalと提携[5]。
- 2018年（平成30年）4月 - バイリンガル×アクティブ幼児園「i Kids Star」を開園[6]。
- 2018年（平成30年）9月 - 連結子会社として、やる気スイッチキャリアを設立。
- 2019年（平成31年）3月1日 - 子会社の2代目拓人、拓人こども未来を吸収合併。旧社名のやる気スイッチグループホールディングスから、株式会社やる気スイッチグループに変更[7]。
- 2019年（平成31年）3月 - 個性診断テスト「ETS」と学力診断「PCS」のデジタル版を販売。
- 2019年（平成31年）3月 - 調剤薬局チェーンのフロンティアとFC契約を締結し、Kids Duo Internationalが関西に進出[8]。
- 2020年（令和2年）1月7日 - 単独株式移転により、2代目やる気スイッチグループホールディングスを設立[9]
- 2020年（令和2年）12月 - IoT系ベンチャーのPreferred Networksと共同で、YPスイッチを設立。プログラム教室の開発・経営指導などを行う。
- 2021年（令和3年）9月 - 学研塾ホールディングス（学研ホールディングス子会社）と共同で、YGCを設立[10]。次世代型学習モデルの開発・展開を行う。
- 2024年（令和6年）12月 - 愛媛県を地盤とする総合学習塾の寺小屋グループの全株式を取得[11]。

## 拠点
- 本社：〒104-0032　東京都中央区八丁堀二丁目24-2　八丁堀第一生命ビル
- 西日本支社：〒658-0011　兵庫県神戸市東灘区森南町1-5-1　セルバ甲南山手2階

## グループ会社
- 株式会社やる気スイッチグループホールディングス（親会社）
- 株式会社やる気スイッチキャリア
- 株式会社YPスイッチ
- 台灣拓人教育事業股份有限公司